# Kålmal
Kålmal (Plutella xylostella) är en i hela Sverige allmän fjäril med långsmala, blekbruna-brunsvarta framvingar med ett vågigt, gulvitt längsband vid bakkanten. Trots namnet tillhör den inte överfamiljen malfjärilar.
Kålmalen har en spännvidd på 11-16 millimeter. Bakvingarna är grå, mycket smala med långa fransar. Larverna, som är grågula eller blekgröna, lever på Korsblommiga växter där bland annat raps, rybs, kål och rovor ingår. Inga angrepp på höstoljeväxter har ännu beträffats. Fjärilen kan särskilt under torra somrar åstadkomma stor skada i odlingar.

## Biologi
Kålmalen flyger in med östliga- och sydöstra vindar och övervintrar sällan i Sverige. Vid ankomsten till fältet läggs äggen ett och ett eller i små grupper på bladens undersida och bladskaft. Äggen kläcks efter en vecka. Larven lever 3-4 veckor och orsakar gnagskador på bladen innan den förpuppas på värdväxten eller i jorden. Puppstadiet varar 10-14 dagar innan den fullbildade fjärilen kläcks på försommaren. Larver och fjärilar förekommer samtidigt och det varierar över landet hur många generationer som hinner utvecklad under en säsong. I södra Sverige förekommer oftast två generationer, den första i maj-juni och den andra i juli-augusti. Den sista generationens puppa övervintrar men det förekommer även övervintring som ägg och fullbildade fjärilar.

## Förekomst och betydelse
Sedan mitten av 1940-talet har angrepp av kålmal orsakat betydelsefulla skador i svensk oljeväxtodling sex gånger, då under år med massförekomst.

## Skadebild
De nykläckta larverna lever inuti bladen och kryper efter första hudömsningen  ut och orsakar s.k. fönstergnag på bladens undersida. De äldre larverna gnager senare hål och vid kraftiga angrepp lämnas enbart de grövre bladnerverna kvar. Larverna kan också gnaga på skidorna som då blir deformerade och på avstånd lyser vita.

## Bekämpningsåtgärder
Normalt förekommer kålmalen i så litet antal att bekämpning inte behöver sättas in. Biologisk bekämpning med Bacillus thuringiensis har visat ge god effekt mot kålmal. Det har bäst effekt på unga larvstadier och är verksamt 4-10 dagar efter besprutning. Kemisk bekämpning sker med pyretroider. Larven måste äta preparatet för att det ska ge effekt och det är därför viktigt att bladundersidorna sprutas, eftersom det är där larverna oftast sitter. Bekämpning bör sättas in vid ett så tidigt utvecklingsstadium som möjligt då larverna är som känsligast. Under tidigare år då bekämpning varit nödvändig har denna utförts i slutet av maj början av juni, strax efter första generationens inflygning. Bekämpningströskel saknas.